# نامية جذعية

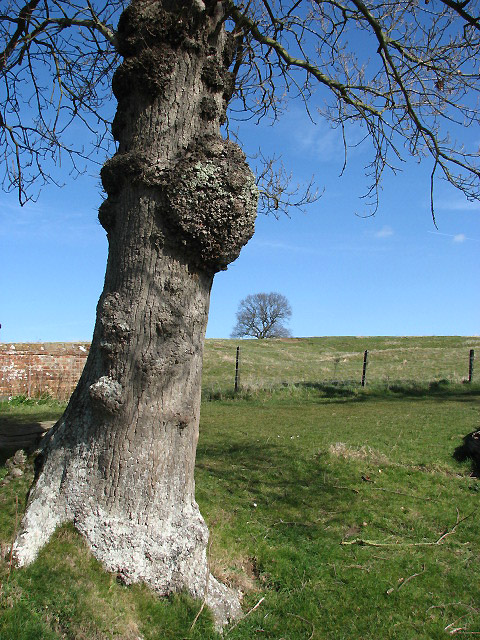
نامية على جذع شجرة

النامية الجذعية هو نمو شجرة بطريقة مشوهة. توجد عادة في شكل ثمرة مستديرة على جذع شجرة أو غصن مملوء بعقدة صغيرة من براعم نائمة. عادة ما تعبر النامية الجذعية عن إجهاد حصل للشجرة مثل الإصابة أو العدوى الفيروسية أو الفطرية.

## انظر أيضًا

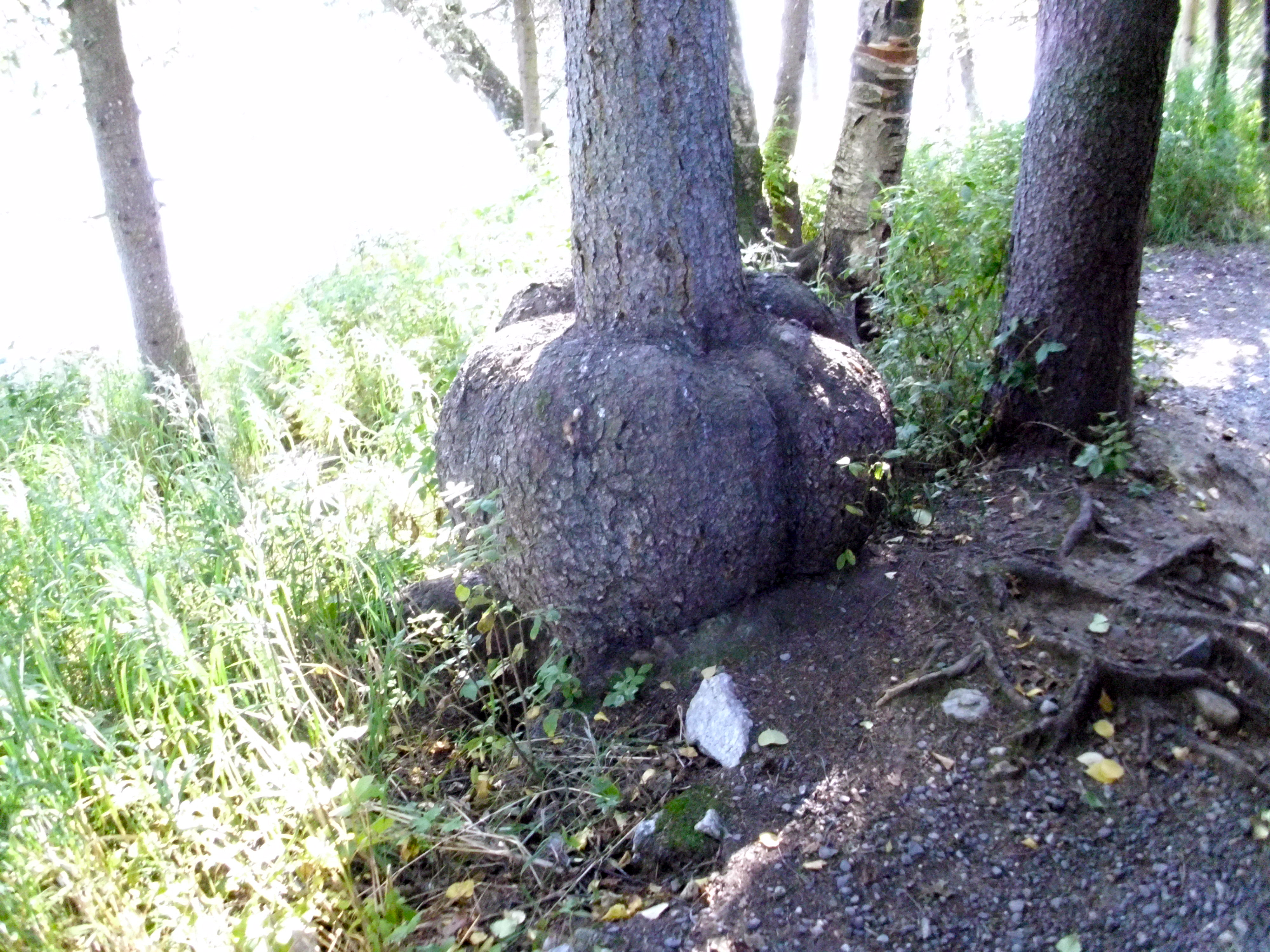
نامية كبيرة على شجرة التنو